# Scars of Life
Scars of Life (ou S.O.L.) foi uma banda de nu metal e metal alternativo dos Estados Unidos, no estado da Flórida, formada em 2000.

## História
Logo após o fim de "Confined" (Antigo nome), que contava com 4 dos 5 integrantes do atual Scars of Life, a banda foi formada no final de 2000 / inicio de 2001 com Kyle Shapiro no vocal, Jason Rodman na bateria, Anthony Parrinello na guitarra, Joe Raio na guitarra, e Al Torres no baixo. O grupo tinha contrato com o Studio 13 em Deerfield Beach - FL (Flórida) e gravou seu CD de estréia em janeiro de 2001 com Jeremy Staska (New Found Glory, Nonpoint). Em abril de 2001, Al Torres decidiu deixar a banda para seguir outros empreendimentos (mais tarde formando Eversinceve ). Depois de meses de exaustivas procuras para a vaga de baixista na banda, em Junho de 2001 a busca terminou, colocando o bom amigo Mike Kennedy no posto. 
Seu primeiro EP, intitulado "Mute", foi lançado de forma independente para a aclamação da crítica. A resposta inicial foi mais do que animadora, com vários grandes comentários sendo dados por revistas locais, bem como uma quantidade impressionante de airplay nas rádios locais. Após o lançamento de "Mute", a banda teve a oportunidade de dividir o palco com um número alto de bandas relativamente potentes da época, sendo Coal Chamber, 40 Below Summer, Ill Niño, Drowning Pool, Taproot, Pulse Ultra, Project 86, Otep, E-Town Concrete, Nonpoint, Endo, entre outras.

## Integrantes
- Kyle Shapiro - vocal
- Anthony Parrinello - guitarra
- Joe Raio - guitarra e vocal de apoio
- Chris Mullen - baixo
- Jason Rodman - bateria

## Discografia

### EP
- Mute EP (2001)
- Another Tomorrow (2003)

### Álbuns de estúdio
- What We Reflect (2005)
- A Heart Still Beats (2013)

### Demos
- 2002 Demo (2002)